# Reinhardtsdorf-Schöna
Reinhardtsdorf-Schöna je obec v německé spolkové zemi Sasko. Nachází se v zemském okrese Saské Švýcarsko-Východní Krušné hory a má přibližně 1 300 obyvatel.

## Historie
Obec Reinhardtsdorf-Schöna vznikla k 1. lednu 1973 sloučením do té doby tří samostatných obcí Kleingießhübel, Reinhardtsdorf a Schöna.

## Geografie
Obec leží v oblasti Saského Švýcarska na česko-německé státní hranici. Severní a východní okraj tvoří řeka Labe, jejímž údolím prochází železniční trať Děčín – Dresden-Neustadt. V obci jsou dvě železniční zastávky Schmilka-Hirschmühle a Schöna. Z geomorfologického hlediska náleží k Děčínské vrchovině, na německém území zvané Elbsandsteingebirge. K nejvyšším vrcholům na území obce patří stolové hory Großer Zschirnstein (560 m), Kleiner Zschirnstein (473 m), Zirkelstein (385 m) a Kaiserkrone (351 m) a Wolfsberg (443 m).

## Správní členění
Reinhardtsdorf-Schöna se dělí na 3 místní části:
- Kleingießhübel
- Reinhardtsdorf
- Schöna

## Pamětihodnosti
- barokní vesnický kostel

## Osobnosti
- Wilhelm Schaffrath (1814–1893) – německý právník a politik
- Walter Hering (1910–1937) – komunistický odbojář proti nacistickému režimu
- Walter Müller-Seidel (1918–2010) – německý germanista